# 原恵一郎
原 恵一郎（はら けいいちろう）は、日本の漫画家。

## 概要
主にギャンブラーや殺し屋など一匹狼のアウトローが主人公の作品が多く、作画のみ担当する作品も多い。

## 作品

### 阿佐田哲也原作作品
原作は阿佐田哲也となっているが、ストーリーやキャラクターの設定は原作から部分的に引用している形となっている。
麻雀放浪記 凌ぎの哲
『近代麻雀』（竹書房）で長期連載された作品。
大胆且つドラマティックなストーリー展開と個性豊かな登場人物が人気を博すも、単行本は7巻までしか出版されないまま絶版になっている。
2011年5月23日に未単行本化だった博打列車編と権々会編がそれぞれ『麻雀バクチ列車!』・『バクチ麻雀地獄寺!』（ともに上下巻）としてコンビニコミックで発売された。
最終章の「雀荘争奪編」のみ長年単行本化されていなかったが、2023年3月25日にコンビニコミックで発売され、ようやく全話単行本化の形になった。
次郎長放浪記
『コミック乱』（リイド社）で連載された作品。

### 宮本ラモン
下記の作品に登場する殺し屋の名前。漢字で書くと「宮本羅門」。
悪党パンチ
『別冊漫画ゴラク』（日本文芸社）に短期連載された作品。
社会に馴染めないが誠実で純粋な殺し屋・宮本ラモンが足を洗うため平凡な生活を夢見て就職活動をするというストーリー。
全6話完結で単行本化はされていない。
悪党革命ラモン
『コミックバンチ』（新潮社）に掲載された読み切り作品。
殺し屋同士の粛清の場に居合わせた武器商人・宮本ラモンが主人公。
アンケート次第では続編の可能性もあったものの今のところ実現していない。
尚、上記の二作品の主人公「宮本ラモン」は名前は同じだが、外見や性格が全く異なっており、掲載された雑誌の出版社も違うため同一人物か別人かは不明。

### その他
ワシズ -閻魔の闘牌-
『近代麻雀オリジナル』（竹書房）に連載中。
福本伸行の漫画作品『アカギ 〜闇に降り立った天才〜』の登場人物・鷲巣巌を主人公としたスピンオフ作品。
蟹工船
原作は小林多喜二の小説。
『コミックバンチ』に連載された作品。
鉄拳
リイド社『Game遊II』に連載されたのち、単行本全1巻に纏められた。
ナムコの人気格闘ゲームのコミカライズ版だが、キャラクター設定その他は大幅にアレンジされている。

### 作画のみ担当の作品
- 暴力商売（天王寺大）
- 巌流小次郎（鍋田吉郎）
- 諸国グルメ放浪記（青木健生）
- 金と運〜きんとうん〜（朽葉狂介）
- 麻雀漂流記　樹海（朽葉狂介）

### 原作のみ担当の作品
- 豊作でござる!メジロ殿（ちさかあや） 『コミック乱』連載（不定期）